# Maceo Rigters
Pour les articles homonymes, voir Rigters.
Maceo Rigters est un footballeur néerlandais né le 22 janvier 1984 à Amsterdam.

## Palmarès
- 9 sélections et 6 buts en équipe des Pays-Bas espoirs depuis l'année 2005
- Vainqueur de l'Euro espoirs 2007
- Meilleur buteur de l'Euro espoirs 2007 avec 4 buts